# Lago Viedma
Lago Viedma (engelska: Lake Viedma) är en sjö i Argentina.   Den ligger i provinsen Santa Cruz, i den södra delen av landet, 2 000 km sydväst om huvudstaden Buenos Aires. Lago Viedma ligger 252 meter över havet. Arean är 1 088 kvadratkilometer. Den sträcker sig 45,6 kilometer i nord-sydlig riktning, och 77,4 kilometer i öst-västlig riktning.
Trakten runt Lago Viedma är nära nog obefolkad, med mindre än två invånare per kvadratkilometer.